# Construcción de láseres

Diagrama esquemático de un láser típico, mostrando las tres partes importantes

Un láser está construido de tres partes principales:
- Una fuente de energía (normalmente referida como la bomba o fuente de bombeo),
- Un medio de ganancia o medio de láser (medio activo), y
- Dos o más espejos que forman un resonador óptico.

## Fuente de bombeo
La fuente de bombeo es la parte que proporciona energía al sistema láser. Ejemplos de fuentes de bombeo incluyen descargas eléctricas, lámparas de destellos, lámparas de arco, luz de otro láser, reacciones químicas e incluso dispositivos explosivos. El tipo de fuente de bombeo usado depende principalmente del medio activo, y esto también determina cómo la energía es transmitida al medio. Un láser de helio–neón (HeNe) utiliza una descarga eléctrica en la mezcla de gases helio-neón, un láser Nd:YAG usa ya sea luz enfocada de una lámpara de destellos de xenón o diodos láser, y los láseres excimer utilizan una reacción química.

## Medio láser / medio activo
El medio activo es el principal factor determinante de la longitud de onda de operación, entre otras propiedades, del láser. El medio activo en materiales diferentes tienen espectros lineales o espectros amplios. El medio activo con amplio espectro permite sintonizar la frecuencia del láser. Hay centenares si no miles de medios activos diferentes en los cuales la operación láser ha sido conseguida (ver lista de tipos de láser para una lista con los más importantes). El medio activo es excitado por la fuente de bombeo para producir una inversión de población, y es en el medio de beneficio donde la emisión espontánea y la emisión estimulada de fotones tiene lugar, lo que conduce al fenómeno de ganancia óptica, o amplificación.
Los ejemplos de diferentes medios activos incluyen:
- Líquidos, como láseres de colorante. Estos son normalmente solventes químicos orgánicos, como el metanol, etanol o etilenglicol, a los cuales se añaden tintes químicos como la cumarina, rodamina, y fluoresceína. La configuración química exacta de las moléculas del colorante determina la longitud de onda de operación del láser de colorante.
- Gases, como el dióxido de carbono, argón, kriptón y mezclas como helio–neón. Estos láseres son a menudo bombeados por descargas eléctricas.
- Sólidos, como cristales y vidrios. Los materiales sólidos de acogida son normalmente dopados con una impureza como cromo, neodimio, erbio o iones de titanio. Los anfitriones típicos incluyen YAG (granate de itrio y aluminio), YLF (fluoruro de itrio y litio), zafiro (óxido de aluminio) y varios vidrios. Ejemplos de medios láser de estado sólido incluyen Nd:YAG, Ti:zafiro, Cr:zafiro (normalmente conocido como rubí), Cr:LiSAF (fluoruro de aluminio estroncio litio dopado con cromo), Er:YLF, Nd:vidrio, y Er:vidrio. Láseres de estado sólido son normalmente bombeados por lámparas de destellos o por la luz de otro láser (diodos láser).
- Semiconductores, un tipo de sólido, cristal con distribución uniforme de dopante o material con diferentes niveles de dopante en el cual el movimiento de electrones puede accionar un láser. Los láseres de semiconductor son típicamente muy pequeños, y pueden ser bombeados con una corriente eléctrica sencilla, habilitándolos para ser utilizados en dispositivos de consumo como reproductores de discos compactos.

## Resonador óptico

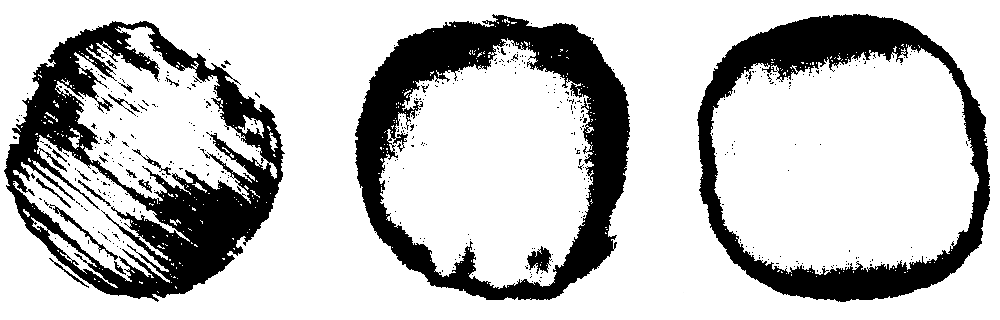
Comparación de quemado de papel fotográfico de haz gaussiano de un láser de presión atmosférica excitado transversalmente (de dióxido de carbono) obtenida durante el proceso de optimización al ajustar los espejos de alineación.

El resonador óptico, o cavidad óptica, en su forma más sencilla, consiste en dos espejos paralelos  colocados alrededor del medio activo, lo que provee retroalimentación de la luz. A los espejos se les da un recubrimiento óptico lo que determina sus propiedades reflectantes. Típicamente, uno será un reflector alto, y el otro será un reflector parcial. Este último es llamado acoplador de salida, porque permite que algo de la luz de deje la cavidad para producir el rayo de salida del láser.
La luz del medio, producida por emisión espontánea, es reflejada por los espejos de vuelta al espejo, donde puede ser amplificada por emisión estimulada. La luz puede reflejarse desde los espejos y así pasar a través del medio activo varios centenares de veces antes de dejar la cavidad. En láseres más complejos, configuraciones con cuatro o más espejos que forman la cavidad son utilizados. El diseño y alineación de los espejos con respecto al medio es crucial para determinar la longitud de onda operativa exacta y otros atributos del sistema láser.
Otros dispositivos ópticos, como espejos giratorios, moduladores, filtros y absorbedores, pueden ser colocados dentro del resonador óptico para producir una variedad de efectos en la salida (producción) de láser, tales como la alteración de la longitud de onda de operación o la producción de pulsos de luz láser.
Algunos láseres no utilizan una cavidad óptica, pero en cambio se apoyan en una ganancia óptica muy alta para producir una significante emisión espontánea amplificada (ASE Amplified Spontaneous Emission) sin la necesidad de retroalimentación de la luz hacia el medio activo. A tales láseres se les dice superluminescentes, y emiten luz con baja coherencia pero alto ancho de banda. Ya que no utilizan retroalimentación óptica, estos dispositivos a menudo no son categorizados como láseres.